# Rüdiger Wilfroth
Rüdiger Wilfroth (* 9. Dezember 1942 in Gotha; † 27. Oktober 2015 in Leina) war ein deutscher Bildhauer.

## Leben und Werk
Wilfroth absolvierte von 1957 bis 1960 in Empfertshausen eine Lehre als Holzbildhauer und studierte von 1961 bis 1964 bei Hellmuth Chemnitz an der Fachschule für Angewandte Kunst in Leipzig Bildhauerei. Danach arbeitete er als freischaffender Bildhauer, ab 1981 in einem kleinen Vierseitenhof in Leina. Im Mittelpunkt seiner Arbeit stand die menschliche Figur. Bei großen Skulpturen arbeitete Wilfroth in der Regel mit Naturstein oder Holz. Für kleinere Arbeiten benutzte er auch Alabaster, Speckstein, Bronze, Terrakotta, Bleiguss und Polyester. In der DDR erhielt er einige Aufträge für Werke für den öffentlichen Raum.
Wilfroth war an der Erarbeitung der 1997 im Kunstverlag Gotha publizierten Verlustdokumentation der Gothaer Kunstsammlungen ISBN 3-931182-52-5 beteiligt.
Er hatte im In- und Ausland eine bedeutende Zahl von Einzelausstellungen und Ausstellungsbeteiligungen und war bis 1990 Mitglied des Verbands Bildender Künstler der DDR.
Wilfroths Grab befindet sich auf dem Hauptfriedhof Gotha.

## Selbstreflexion
„Mein Bestreben ist es, eine Form mit einem Inhalt zu versehen und sie in einem Raum zu ordnen, um den Betrachter über den Raum und die Form auf den Inhalt zu lenken … Im Mittelpunkt meiner bildhauerischen Arbeit steht die menschliche Figur im Sinne humanistischer Tradition der Moderne des 20. Jahrhunderts.“

## Werke (Auswahl)
- Familie (Dreifigurengruppe, Holz; Gotha, Blumenbachstraße)
- Weiblicher Torso (Statuette, Speckstein, 19 cm)[3]
- Ikarus (1994, Eichenholz)[4]
- Ernst Wilhelm Arnoldi (1996, Porträtbüste; Gotha, Arnoldischule)
- Großes Erwachen (Stein; Karolinenhof der Stadtbibliothek Gotha)[5]
- Neubeginn (1997, Holz; erster Teil einer dreiteiligen Skulptur; Lesecafé der Stadtbibliothek Gotha)[6][7]
- Aufbruch (Holz)[8]
- Sehnsucht nach der Toskana (2005, Statuette, Schlesischer Marmor)[9]

## Ausstellungen (unvollständig)

### Einzelausstellungen
- 1984/1985: Gotha, Galerie am Hauptmarkt
- 2010: Molsdorf, Schlossmuseum Molsdorf („Erotisches in Weiß und Schwarzweiß“; mit dem Fotografiker Uwe Steinbrück)[10]

#### Postum
- 2017/2018: Gotha, Kunstforum („Skulpturen der Sehnsüchte und Hoffnungen“)[11]
- 2023: Schnepfenthal, GutsMuths-Gedächtnishalle (Bildhauerstudien, Skulpturen und Fotografien)[12]

### Ausstellungsbeteiligungen
- 1977: Leipzig, Messehaus am Markt („Kunst und Sport“)
- 1979: Karl-Marx-Stadt, Bezirkskunstausstellung
- 1987/1988: Dresden, X. Kunstausstellung der DDR